# 膳所本町駅
膳所本町駅（ぜぜほんまちえき）は、滋賀県大津市膳所二丁目にある、京阪電気鉄道石山坂本線の停留場。駅番号はOT07。

## 歴史
- 1913年（大正2年）
  - 3月1日：大津電車軌道大津駅（現・びわ湖浜大津駅） - 当停留場間開業と同時に、膳所駅（ぜぜえき）として開業[2][3][5]。
  - 5月1日：当停留場 - 別保（現・粟津駅）間が開業[6][5]。
- 1927年（昭和2年）1月21日：太湖汽船・湖南汽船との合併により琵琶湖鉄道汽船設立[5]。同社の停留場となる[6]。
- 1929年（昭和4年）4月11日：京阪電気鉄道との合併により、同社の停留場となる[5][6]。
- 1930年（昭和5年）9月15日：路線名称を制定、大津線の所属となる[5]。
- 1936年（昭和11年）10月10日：路線名称を改定、石山坂本線の所属に変更[5]。
- 1937年（昭和12年）8月20日：膳所本町駅（ぜぜほんまちえき）に改称[3]。
- 1943年（昭和18年）10月1日：阪神急行電鉄との合併により京阪神急行電鉄（現・阪急電鉄）の停留場となる[5][7]。
- 1949年（昭和24年）12月1日：京阪神急行電鉄からの分離により、改めて京阪電気鉄道の停留場となる[5][7]。

## 停留場構造
相対式ホーム2面2線をもつ地上駅。駅舎（改札口）は石山寺方面行ホームの石山寺寄りにあり、反対側の坂本方面行ホームへは構内踏切で連絡している。
以前はPiTaPaやICOCAなどのIC専用改札機のみ設置されていたが、2013年4月に切符にも対応した自動改札機（※スルッとKANSAI共通磁気カードには対応しておらず、企画乗車券を通すこともできない）が設置された。なお、駅員の配置は平日朝のみである。

### のりば
| ホーム | 路線        | 方向 | 行先                           |
| ------ | ----------- | ---- | ------------------------------ |
| 駅舎側 | ▼石山坂本線 | 上り | 石山寺方面                     |
| 反対側 | ▼石山坂本線 | 下り | びわ湖浜大津・坂本比叡山口方面 |

- ホーム有効長は2両[10]。のりば番号は設定されていない。

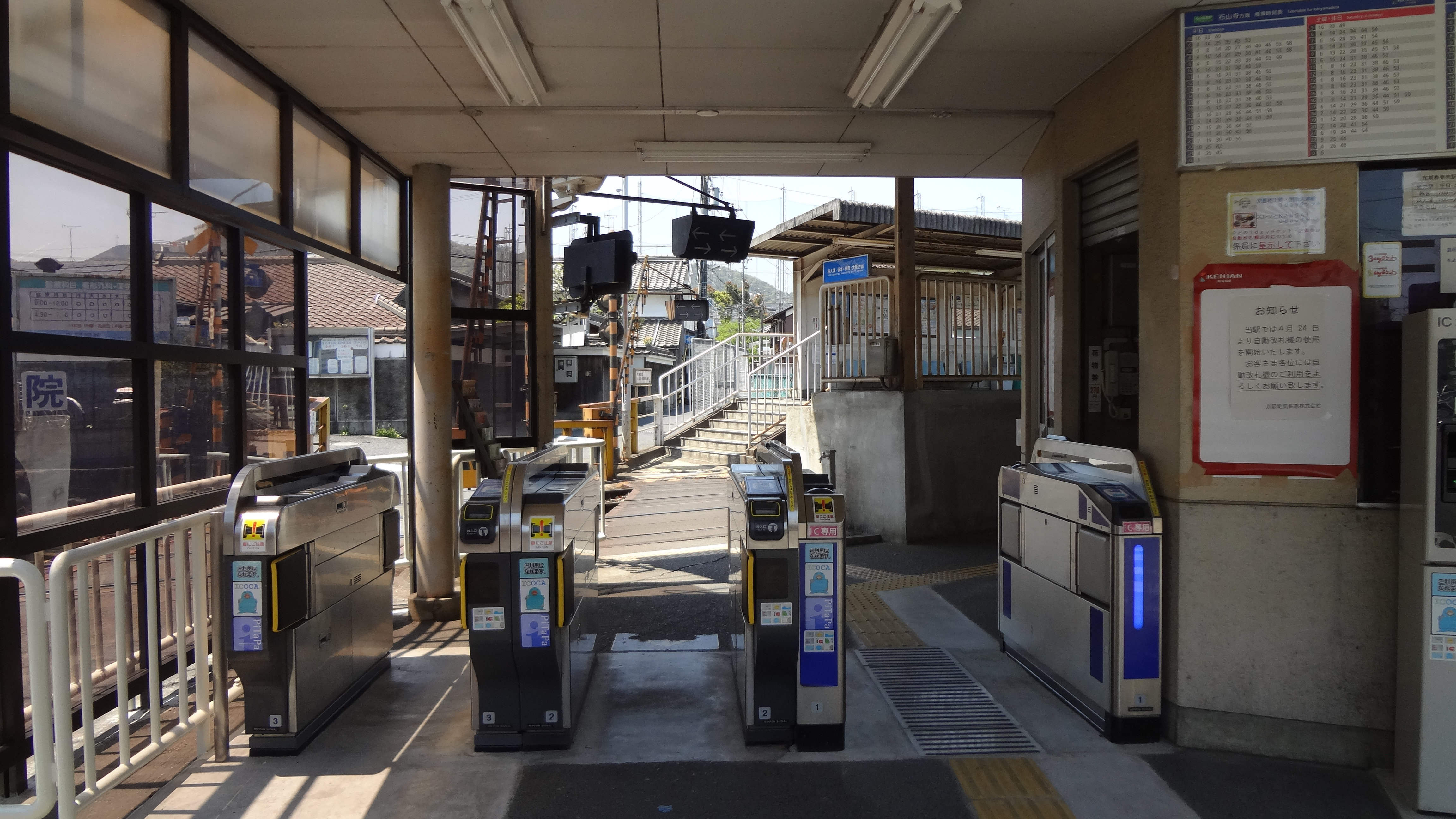
改札口（2013年4月）
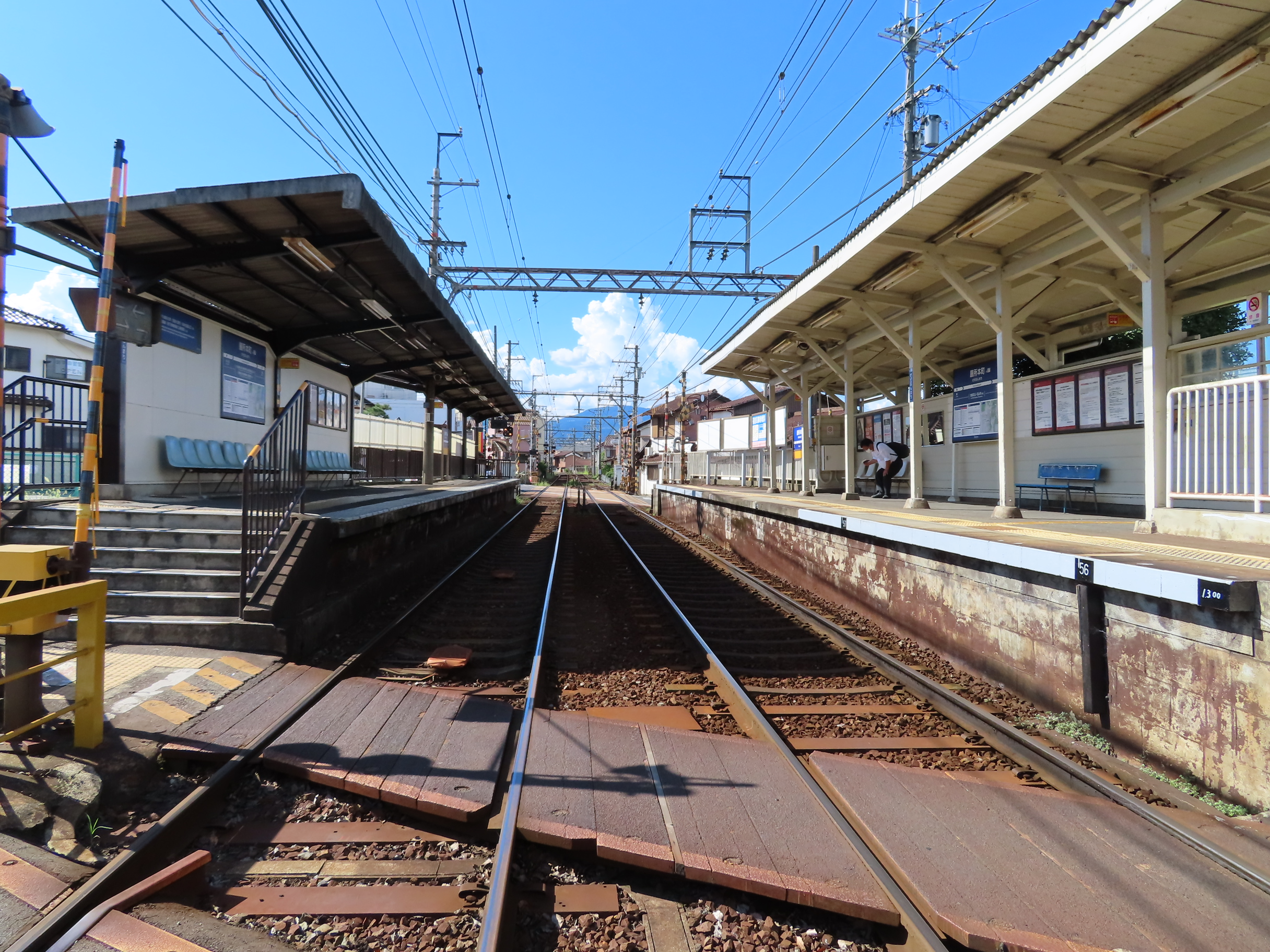
ホーム（2020年8月、踏切から）

## 停留場周辺
- 滋賀県立膳所高等学校
- 大津市立膳所小学校
- 大泉寺
- 膳所神社[11]
- 膳所城跡公園[11]
- 相模川緑地
- 茶臼山古墳
  - 茶臼山公園
- 杉浦重剛誕生地記念碑
- 六体地蔵尊
- 大津市生涯学習センター 
  - 大津市科学館
- 大津市役所膳所支所[12]
- 京都信用金庫膳所支店
- 滋賀銀行膳所支店
- 関西みらい銀行膳所支店
- 国道1号
- 滋賀県道102号大津湖岸線
- 近江鉄道バス「膳所公園」停留所 - 湖岸線

## 隣の停留場
京阪電気鉄道
▼石山坂本線
中ノ庄駅 (OT06) - 膳所本町駅 (OT07) - 錦駅 (OT08)